# Entertainment Weekly
Entertainment Weekly (đôi khi được viết tắt là EW, tạm dịch Tạp chí Giải trí hàng tuần) là một tạp chí của Mỹ, do Time, công ty con trực thuộc Time Warner xuất bản, chuyên về các lĩnh vực điện ảnh, truyền hình, âm nhạc, kịch Broadway, sách và văn hoá đại chúng. Đây là ấn phẩm chị em với tạp chí People Weekly. Khác với các ấn phẩm tập trung vào các nhân vật nổi tiếng như Us Weekly, People Weekly đã nhắc đến ở trên, và In Touch Weekly, EW chủ yếu tập trung vào các tin tức của ngành truyền thông giải trí và các bài đánh giá chuyên môn. Khác với Variety và tờ The Hollywood Reporter, vốn chủ yếu hướng tới những người trong ngành, EW nhắm vào đối tượng độc giả đại chúng hơn.

## Lịch sử
Sáng tạo bởi Jeff Jarvis và thành lập bởi Michael Klingensmith, nhà xuất bản của Entertainment Weekly cho tới tháng 10 năm 1996, chương trình quảng cáo trên truyền hình đầu tiên nhằm thu hút độc giả đặt mua sớm miêu tả đó là một cuốn cẩm nang cho người sử dụng về văn hoá đại chúng, bao gồm phim, nhạc, và các bài phê bình sách, đôi khi có cả các bài bình luận về trò chơi điện tử và kịch sân khấu nữa.
Số đầu tiên của tạp chí được xuất bản vào ngày 16 tháng 2 năm 1990, với hình ảnh ca sĩ k.d. lang trên bìa. Từ entertainment (giải trí) trong tiêu đề không được viết hoa trên trang bìa cho tới giữa năm 1992 và giữ nguyên như thế từ đó đến nay. Tính tới năm 2003, tổng lượng phát hành hàng tuần của tạp chí trung bình ở mức 1,7 triệu bản mỗi tuần. Vào tháng 3 năm 2006, tổng biên tập Rick Tetzeli giám sát một cuộc kiểm tra toàn diện các hình minh hoạ và bố cục của tạp chí nhằm giúp Entertainment Weekly phản ánh một góc nhìn hiện đại hơn.

## Nội dung điển hình và tần suất
Tạp chí in hình những nhân vật nổi tiếng trên trang bìa và đăng bài về các chủ đề như đánh giá tác phẩm truyền hình, doanh thu phim, kinh phí sản xuất, doanh thu vé hoà nhạc, kinh phí quảng cáo, và các bài viết sâu về lịch chiếu, các nhà sản xuất, những người tổ chức chương trình, v.v...
Tạp chí xuất bản một số "ấn phẩm đôi" định kỳ hàng năm (thường vào tháng 1, tháng 5, tháng 6 và/hoặc tháng 8) được bán tại các sạp báo trong hai tuần; bởi vì tạp chí đếm số ấn bản tuần tự, nên họ đếm mỗi ấn phẩm đôi là "hai" ấn phẩm để đáp ứng đúng số lượng 52 ấn bản một năm đã thoả thuận với những người đặt mua dài hạn.

### Bố cục

Bìa tạp chí Entertainment Weekly năm thứ nhất, số thứ nhất, ra ngày 16 tháng 2 năm 1990. Trên trang bìa là hình ảnh ca sĩ k.d. lang.

Entertainment Weekly đi theo một format tạp chí điển hình: một bức thư gửi tổng biên tập và mục lục ở mấy trang đầu, cùng với quảng cáo. Trong khi có những quảng cáo không mấy liên quan gì tới ngành công nghiệp giải trí, thì phần lớn trong số các quảng cáo này thường là về các sự kiện âm nhạc, điện ảnh hay truyền hình sấp tới.

#### Tin tức và ghi chú
Các bài viết dưới đây thường mở đầu cuốn tạp chí và theo thông lệ, chúng tập trung vào các sự kiện đang diễn ra trong nền văn hoá đại chúng. Toàn bộ phần này thường chiếm từ tám đến mười trang, trong đó đăng các bài điểm tin ngắn, cùng với một số mục cụ thể sau:
- "The Must List" (Danh sách bắt buộc phải đọc) là một mục dài hai trang chủ yếu làm nổi bật mười sản phẩm (sách, phim, ca khúc, v.v...) mà các biên tập viên ưa thích trong tuần; trong danh sách này thường có một sản phẩm do độc giả của EW lựa chọn và gửi tới toà soạn.
- "First Look" (Cái nhìn đầu tiên), được chú thích là "An early peek at some of Hollywood's coolest projects" (Cái nhìn đầu tiên về một vài dự án thú vị nhất ở Hollywood), là một mục dài hai trang, gồm các bài viết hậu trường hoặc một số bức ảnh quảng cáo cho các sự kiện âm nhạc, tập phim truyền hình hay các bộ phim sắp ra mắt.
- "The Shaw Report" (Báo cáo của Shaw) là một cột bên nhỏ do Jessica Shaw làm chủ bút, đánh giá về một bộ ba xu thế liên quan tới nhau: một là "đang" (đang diễn ra); một là "năm phút trước" (một mốt mới đây nhưng hiện tại thì không còn là xu hướng nữa); và một là "đã lỗi thời".
- "The Hit List" (Danh sách hit), do nhà phê bình Scott Brown viết hàng tuần, làm nổi bật mười sự kiện quan trọng, với những bình luận ngắn hài hước của Brown. Thường thì giữa các bình luận này đều có sự tiếp nối và liên quan đến nhau. Ban đầu, mục này do Jim Mullen viết, nói về hai mươi sự kiện mỗi tuần, và sau đó là Dalton Ross viết một phiên bản ngắn gọn hơn.
- "The Hollywood Insider" (Nội bộ của Hollywood) là một mục dài một trang đưa các tin nóng trong làng giải trí. Nó cung cấp thông tin chi tiết, trong từng cột riêng, về những tin tức hiện tại về lĩnh vực truyền hình, điện ảnh và âm nhạc.
- "The Style Report" (Báo cáo phong cách) là một mục dài một trang chuyên về phong cách của những người nổi tiếng. Bởi tập trung vào thời trang và lối sống của những người nổi tiếng, nên tất nhiên mục này có phần minh hoạ rất phong phú, với rất nhiều hình ảnh. Gần đây,[cần giải thích] trang này chuyển sang thể hiện theo phong cách mới: năm bức ảnh về thời trang của người nổi tiếng mỗi tuần, được chấm theo thang điểm của tạp chí từ "A"-đến-"F" (xem mục Bài bình luận bên dưới). Một mục phụ của mục này, "Style Hunter" (Người săn tìm phong cách), chuyên tìm kiếm các bài viết do độc giả yêu cầu về quần áo và các phụ kiện xuất hiện thường xuyên trong văn hoá đại chúng trong thời gian gần đây.
- "The Monitor" (Người theo dõi) là một mục dài hai trang chuyên về các sự kiện nổi bật trong đời sống của những người nổi tiếng với những bức ảnh nhỏ làm nổi bật các sự kiện như: lễ cưới, bệnh tật/ốm đau, bị bắt giữ, xuất hiện tại toà, và qua đời của họ. Tin tức về những người nổi tiếng quan trọng mới qua đời thường được viết chi tiết và cụ thể trong mục cáo phó nửa trang hoặc một trang giấy với tiêu đề "Legacy" (Di sản). Mục này gần giống với mục "Passages" (Qua đời) của tờ tạp chí chị em People.
- Mục "Celebrity" (Người nổi tiếng), mục cuối cùng của phần "Tin tức và ghi chú", mỗi tuần chuyên về một nội dung khác nhau, do hai trong số những nhà báo xuất sắc nhất của tạp chí đảm nhiệm:
  - "The Final Cut" (Hình ảnh chính thức) do cựu tổng biên tập và tác giả Mark Harris viết. Mục của Harris tập trung phân tích các sự kiện văn hoá đại chúng đang diễn ra, và thường là mục "nghiêm túc" nhất. Harris đã viết về vụ đánh đập các nhà báo và sự kiện bầu cử tổng thống Mỹ năm 2008, cùng nhiều đề tài khác.
  - "Binge Thinking" (Suy nghĩ say sưa) do nhà biên kịch Diablo Cody viết. Sau những ấn tượng Cody gây dựng được trong công chúng trong những tháng trước và sau lễ ra mắt bộ phim đầu tay của cô, Juno (2007), cô được mời viết một mục trong tạp chí, miêu tả chi tiết góc nhìn riêng của mình về ngành giải trí thương mại.
  - If You Ask Me..." (Nếu bạn hỏi tôi...) Libby Gelman-Waxer (Paul Rudnick) được mời viết một mục tương tự như mục trước đây anh viết cho tạp chí Premiere trên Entertainment Weekly vào năm 2011.[2]

#### Bài viết chọn lọc
Thông thường, có khoảng bốn đến sáu bài viết chính (mỗi bài dài từ một đến hai trang) nằm ở giữa tạp chí. Những bài viết này thường là các bài phỏng vấn, nhưng đôi khi cũng có những bài viết theo lối kể chuyện và các danh sách ở đây. Các bài viết chọn lọc thường chủ yếu nói về phim ảnh, âm nhạc và truyền hình, cũng có các bài về sách và kịch nhưng ít hơn. Trong lịch sử của tạp chí, chỉ có một số bài viết tường thuật (ví dụ, John Grisham, Stephen King) dành riêng cho một tác giả nào đó; còn chưa bao giờ có một bài tường thuật nào hoàn toàn nói về kịch/nhà hát.

#### Bài bình luận
Có bảy mục bình luận ở những trang sau của mỗi số (chiếm tổng cộng khoảng gần nửa số trang của tạp chí). Bên cạnh phần phê bình, mỗi mục bình luận có có một danh sách bán chạy nhất, cùng với nhiều cột nhỏ bên cạnh chứa các bài phỏng vấn hoặc một số bài viết nhỏ khác. Khác với một số tạp chí châu Âu thường đánh giá các tác phẩm dựa trên số sao (thường những tác phẩm xuất sắc nhất sẽ là 4 hoặc 5 sao), EW cho điểm theo phong cách học thuật, do đó bài phê bình tích cực nhất sẽ cho điểm bằng chữ cái "A" và những nhận xét tiêu cực nhất sẽ cho điểm "F", với dấu cộng (+) hoặc (-) thêm vào bên cạnh các chữ cái khi cần thiết ngoại trừ chữ "F".
Các mục đó bao gồm:
- "Phim ảnh" (Movies) mang đến những bộ phim quan trọng được phát hành trong dịp cuối tuần của số báo đó, cũng như một số phim độc lập và phim ngước ngoài khác cũng ra mắt trong cùng thời điểm. Lisa Schwarzbaum và Owen Gleiberman là hai nhà phê bình phim chính của tạp chí, ngoài ra còn có Scott Brown và Gregory Kirschling đôi khi cũng viết bài cho mục này. Chuyên mục có một phần với tên gọi "Giới phê bình" (tiếng Anh: Critical Mass) - đây là một bảng chấm điểm các bộ phim của những nhà phê bình có tiếng trong giới báo chí Mỹ (như Ty Burr của tờ The Boston Globe, Todd McCarthy từ tạp chí Variety và Roger Ebert của Chicago Sun-Times). Thêm vào đó, mục này cũng đưa tới cho độc giả các số liệu doanh thu phòng vé của các phim vào dịp cuối tuần trước và một số dạng biểu đồ trực quan. Đánh giá A+ rất ít khi được EW trao. Hai phim đã nhận được mức điểm này là Công dân Kane and Bàn chân trái (1989). Các bài viết về DVD nay được xếp vào mục "Phim trên DVD" riêng có độ dài một trang liền sau đó.
- "Truyền hình" (Television) mang tới các bài bình luận của trưởng nhóm phê bình Ken Tucker cho các phim truyền hình, chương trình truyền hình hoặc series, cũng như những chương trình truyền hình đặc biệt. Ngoài ra còn có một phần chuyên đăng những trích dẫn hay từ nhiều chương trình truyền hình khác nhau, cùng với điểm chấm theo thang Nielsen cho các phim tuần trước. Ở trang tiếp theo thường là mục "TV trên DVD", liệt kê các phim truyền hình, chương trình đặc biệt hay tổng hợp các mùa của show truyền hình nào đó được phát hành trên đĩa DVD.
- "Xem gì" (What to Watch), do Jessica Shaw làm chủ bút, cung cấp những bài tóm tắt, bình luận ngắn từ 1 đến 2 câu về các chương trình truyền hình sẽ phát các ngày trong tuần, cùng với một bài viết nữa dài hơn, chi tiết hơn do một tác giả khác viết.
- "Âm nhạc" (Music) bình luận về các album mới phát thành trong tuần, được chia ra theo từng thể loại. Ngoài ra mục này cũng hay có ít nhất một bài phỏng vấn và một mục con có tên gọi "Tải về cái này" (Dơwnload this), liệt kê các đĩa đơn có thể tải về từ Internet trong tuần. Mục Âm nhạc còn có một bảng doanh số bán đĩa và thời gian phát sóng các ca khúc trong tuần vừa qua.
- "Sách" (Books) đăng các bài bình luận về các cuốn sách được ra mắt trong tuần. Đôi khi, các tác giả cũng viết những bài nhận xét về các tác phẩm khác. Ở đây cũng thường có một bài phỏng vấn hoặc một bài viết nổi bật trong mỗi số. Danh sách sách bán chạy nhất xuất hiện ở cuối chuyên mục này.
- "Sân khấu"* (Theater) bình luận về các vở kịch đang được công diễn, liệt kê danh sách theo thành phố nơi chúng được biểu diễn.
- "Trò chơi"* (Games) bình luận về các trò chơi điện tử mới phát hành.
- "Công nghệ"* (Tech) bình luận về các website và sản phẩm mới, cũng như tóm lược những trào lưu Internet và công nghệ hiện hành.

* Mục này không phải số nào cũng có.
Danh sách đầy đủ những người từng giành danh hiệu "Nhân vật giải trí của năm":
| - - Bart Simpson (1990) - Jodie Foster (1991) - dàn diễn viên của series truyền hình Saturday Night Live (1992) - Steven Spielberg (1993) - Tom Hanks (1994) - dàn diễn viên của series truyền hình Friends (1995) - Rosie O'Donnell (1996) - Ellen DeGeneres (1997) - Leonardo DiCaprio (1998) - Ricky Martin (1999) | - Russell Crowe (2000) - Nicole Kidman (2001) - Denzel Washington (2002) - dàn diễn viên của phim Chúa tể của những chiếc nhẫn: Sự trở về của nhà vua (2003) - Jon Stewart (2004) - dàn diễn viên của series truyền hình Lost (2005) - dàn diễn viên của series truyền hình Grey's Anatomy (2006) - J. K. Rowling (2007) (nhân vật giải trí đầu tiên được biết đến chủ yếu qua các tác phẩm văn học) - Robert Downey, Jr. (2008) - Sandra Bullock (2009) | - Taylor Swift (2010) - Daniel Radcliffe (2011) - Ben Affleck (2012) - Sandra Bullock (2013) |

## Ấn bản thứ 1.000 và thiết kế lại
Số thứ 1.000 của tạp chí được phát hành ngày 4 tháng 7 năm 2008, trong đó có danh sách top 100 phim, show truyền hình, video âm nhạc, ca khúc, kịch Broadway và công nghệ do tạp chí bình chọn trong hai mươi lăm năm gần đây (1983–2008).
Kể từ số thứ 1.001, EW đã có một sự thay đổi căn bản về thiết kế bên ngoài, cảm nhận và nội dung của tạp chí—tăng kích cỡ font chữ, hình ảnh và giảm tổng số từ trong tất cả các cột báo.

## Website
Website của tạp chí EW.com, hoạt động dưới sự điều hành của tổng biên tập Cyndi Stivers (người thành lập TimeOut New York), cung cấp cho người đọc các nội dung hàng ngày, tin nóng, blog, original video programming, entertainment exclusives và là nơi lưu trữ các bài phỏng vấn, bài báo và ảnh cũ của tạp chí. Cúng với một website, họ cũng có một đài phát thanh tên là Sirius XM.
Vào tháng 4 năm 2011, EW.com được xếp hạng là website về Tin tức Giải trí phổ biến thứ bảy tại Mỹ bởi Media Metrix của công ty comScore.

## Giải EWwy
Giải EWwy là một giải thưởng dành cho các sản phẩm truyền hình do Entertainment Weekly tổ chức nhằm vinh danh các diễn viên và series xứng đáng nhưng không được đề cử Giải Primetime Emmy. Giải EWwy được trao cho mười hạng mục và không dành cho bất cứ ai đã được đề cử giải Primetime Emmy ở hạng mục tương đương. Các bình chọn và đề cử được tổng hợp trực tuyến bởi bất cứ ai quyết định tham gia. Các hạng mục đó bao gồm: Series chính kịch xuất sắc nhất (Best Drama Series); Series hài kịch xuất sắc nhất (Best Comedy Series); Nam diễn viên chính kịch xuất sắc nhất (Best Actor in a Drama Series); Nam diễn viên hài kịch xuất sắc nhất (Best Actor in a Comedy Series); Nữ diễn viên chính kịch xuất sắc nhất (Best Actress in a Drama Series); Nữ diễn viên hài kịch xuất sắc nhất (Best Actress in a Comedy Series); Nam diễn viên phụ chính kịch xuất sắc nhất (Best Supporting Actor in a Drama Series); Nam diễn viên phụ hài kịch xuất sắc nhất (Best Supporting Actor in a Comedy Series); Nữ diễn viên phụ chính kịch xuất sắc nhất (Best Supporting Actress in a Drama Series); và Nữ diễn viên phụ hài kịch xuất sắc nhất (Best Supporting Actress in a Comedy Series).